# Memphis perenna
Espèce
Memphis perenna est une espèce d'insectes lépidoptères (papillons) de la famille des Nymphalidae, de la sous-famille des Charaxinae et du genre Memphis.

## Dénomination
Memphis perenna a été décrit par Frederick DuCane Godman et Osbert Salvin en 1884 sous le nom initial de Anaea perenna.

### Sous-espèces
- Memphis perenna perenna ;  présent au Guatemala.
- Memphis perenna austrina (Comstock, 1961) ; présent en Colombie et au Venezuela[2].
- Memphis perenna lankesteri (Hall, 1935) ; présent au Costa Rica[1].

### Nom vernaculaire
Memphis perenna se nomme Perenna Leafwing en anglais.

## Description
Memphis perenna est un papillon aux ailes antérieures à bord costal bossu, bord externe concave, angle interne en crochet et bord interne concave. Chaque aile postérieure porte une queue.
Le dessus est des ailes antérieures est bleu marine avec ligne submarginale de grosses taches bleu métallisé, celui des ailes postérieures est marron avec une ligne submarginale de petites taches bleu métallisé.
Le revers est marron à reflets métallisés et simule une feuille morte.

## Écologie et distribution
Memphis perenna est présent au Mexique, au Salvador, au Costa Rica, au Guatemala, au Venezuela et en Colombie,.

### Protection
Pas de statut de protection particulier.